# Klenbuterol
A klenbuterol asthma bronchiale és más, reverzibilis légúti szűkület elhárítására adható hörgőtágító.

## Hatása
A hatását az adrenerg β2-receptorok szelektív ingerlésével fejti ki. Ezen kívül a klenbuterol részleges agonistaként is hat. 
Más β2-receptor-specifikus szimpatomimetikumokkal ellentétben a klenbuterol orális és inhalációs alkalmazása esetén egyaránt gyorsan és teljes mértékben felszívódik, alacsony dózisban hatékony, biológiai felezési ideje hosszú, és kicsi a metabolizációs rátája. A szájon át adott klenbuterol hatása 5-20 percen belül jelentkezik és legfeljebb 14 óráig tart. Inhalációban adva 5 percen belül mutatkozik a terápiás hatás.

## Készítmények
- SPIROPENT